# Megadontomys cryophilus
Megadontomys cryophilus là một loài động vật có vú trong họ Cricetidae, bộ Gặm nhấm. Loài này được Musser mô tả năm 1964.